# Agulla (hidrologia)

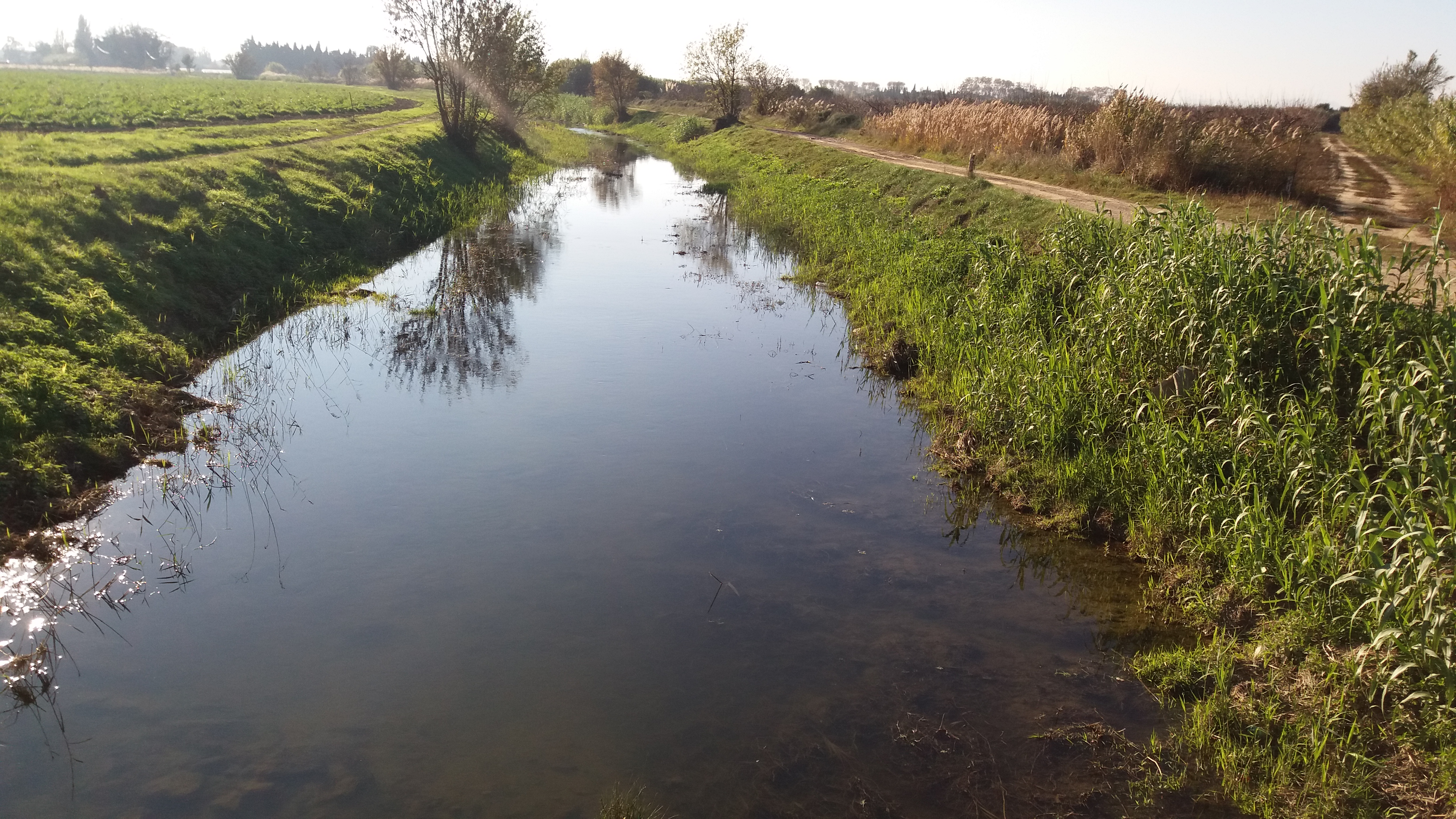
L'agulla dels Cirerers, al sud del poble de Torrelles de la Salanca

Una agulla és un canal hidràulic de drenatge o d'irrigació, segons la denominació generalitzada a la comarca del Rosselló, sobretot a les seves comarques planes: la Plana del Rosselló, el Riberal de la Tet i la Salanca. La major part dels cursos d'aigua artificials d'aquestes zones reben aquesta denominació, que en alguns casos es pot alternar amb les de rec, sobretot al Riberal, o altres denominacions locals.
Cadascun dels tres grans rius rossellonesos, el Tec, la Tet i l'Aglí, a més d'altres com el Reart i els estanys del Rosselló (de Salses i de Sant Nazari) reben l'afluència de les agulles que drenen les terres planes al·luvials de les seves conques; algunes agulles serveixen també per al reg de les zones d'horta properes al riu. Algunes de les agulles desemboquen directament a la mar Mediterrània.
Agulles esmentades a l'Atles toponímic de Catalunya Nord
- Alenyà (Conca del Reart i de l'Estany de Sant Nazari)
  - Agulla de la Colomina de Bearn
  - Agulla de la Mar, o Agulla Cabdal d'Alenyà
  - Agulla del Canonge
  - Agulla de les Set
  - Agulla de les Vuit
  - Agulla del Mas Blan
  - Agulla del Reart Petit
  - Agulla dels Cotius
  - Agulla de Negabous
- Argelers de la Marenda (Conca del Tec i de la mar Mediterrània)
  - L'Agulla
  - Agulla Cabdal
  - Agulla Cabdal de Palau, abans Ribera de Santa Coloma
  - Agulla de la Devesa
  - Agulla de la Font d'en Caldava (també d'irrigació)
  - Agulla de la Joncarola
  - Agulla de les Nogueres
  - Agulla del Gorg de na Craps
  - Agulla del Marrasquer
  - Agulla del Mas de Santa Coloma
  - Agulla del Mas Tastú
  - Agulla d'en Salleres
- Bages de Rosselló (Conca del Tet)
  - Agulla de la Mar
  - Agulla dels Carnassos
  - Agulla Vella de la Mar
- Baixàs (Conca de l'Aglí)
  - Agulla de les Ribes del Carner (de fet, un torrent)
- Banyuls dels Aspres (Conca del Tet)
  - Agulla de l'Alzina
  - Agulla de Ventafarines
- Baó (Conca de la Tet)
  - Agulla de Blanes
  - Agulla de la Devesa
  - Agulla de la Llisereta d'en Bosquet, o de la Rescloseta
  - Agulla de la Llisereta Nalta, o de la Petita Rescloseta
  - Agulla de la Magdalena (nom antic)
  - Agulla de la Plaça
  - Agulla de la Ruta
  - Agulla de la Sang
  - Agulla del Camp dels Clots
  - Agulla del Canyer (nom antic)
  - Agulla del Cementiri
  - Agulla de les Eres
  - Agulla del Mas Saisset, o de la Ribereta
  - Agulla del Pla
  - Agulla dels Closals
  - Agulla de l'Ull d'en Saisset
  - Agulla o Rec del Viver (o, simplement, el Viver)
  - Agulla del Pas del Veguer